# Marie-Laure Delie
Marie-Laure Delie, född 29 januari 1988 i Villiers-le-Bel, är en fransk fotbollsspelare (forward).
Sedan 2005 spelar Delie för Frankrikes damlandslag. Sedan 2013 spelar hon för det franska klubblaget Paris Saint-Germain Féminines. Mellan 2008 och 2013 spelade hon för Montpellier HSC.